# Kanton Porto-Vecchio
Porto-Vecchio is een voormalig kanton van het Franse departement Corse-du-Sud. Het kanton maakte deel uit van het arrondissement Sartène. Het werd opgeheven bij decreet van 24 februari 2014.  met uitwerking op 22 maart 2015.

## Gemeenten
Het kanton Porto-Vecchio omvatte de volgende gemeenten:
- Conca
- Lecci
- Porto-Vecchio (hoofdplaats)
- Sari-Solenzara